# Jean-Pierre Egger
Pour les articles homonymes, voir Egger.
Jean-Pierre Egger, né le 30 juillet 1943 à Neuchâtel et mort le 29 juillet 2025, est un athlète et un entraîneur suisse.

## Biographie
Cinq fois champion suisse du lancer du poids, il a entraîné Werner Günthör avant de s'occuper de la préparation physique de l'Olympique de Marseille, de l'équipe de France de basket-ball ayant obtenu la médaille d’argent aux Jeux olympiques d'été de 2000, de l'équipage d’Alinghi vainqueur de la coupe de l'America, du sauteur à ski Simon Ammann, et, en 2014, de la lanceuse de poids Valerie Adams.
Il a également été directeur technique de la fédération suisse d'athlétisme.